# Ole Bole ABC
Ole Bole ABC er en læsebog eller ABC forfattet af seminarielærer Claus Eskildsen og illustreret af Robert Storm Petersen. Bogen udkom første gang i 1927 og vandt stor udbredelse frem til omkring 1960, hvor andre bøger som Huset Højbo og Søren og Mette vandt frem. Den byggede på lydmetoden (lydering) og indeholdt rimede vers som:
Ole Bole gik i Skole,

med sin Søsters røde Kjole,

kom hjem Klokken fem,

gik på Hovedet i sin Seng,

Ole vip, Ole vap, du slap!

## Eksterne kilder og henvisninger
- ExCathedra.dk — Ole Bole ABC